# 메가소닉 클리닝
메가소닉 클리닝(megasonic cleaning)은 고주파 음파를 이용하여 섬세한 표면의 오염 물질을 제거하는 특수 세척 방법이다. 특히 반도체 제조, 광학, 의료 기기 생산과 같이 정밀하고 부드러운 세척이 필수적인 산업에서 효과적이다. 초음파 세척과 관련된 음향 세척의 한 유형이다. 초음파 세척과 유사하게, 메가소닉 클리닝은 압전 기판 위에 놓인 트랜스듀서를 사용한다. 트랜스듀서는 초음파 세척(20~200kHz)보다 더 높은 주파수(일반적으로 0.8~2MHz)의 음향파를 생성한다. 결과적으로 발생하는 캐비테이션이 감소하고 그 규모도 훨씬 작아진다.

## 초음파 세척과의 비교
메가소닉 클리닝은 음파를 생성하는 데 사용되는 진동수에서 초음파 세척과 다르다. 초음파 세척은 낮은 주파수를 사용하고 공동현상에 의존하는 반면, 메가소닉 클리닝은 높은 주파수를 사용하고 손상이 적은 공동현상을 생성한다.
초음파 장치에서는 탱크 전체에서 공동현상이 발생하여 침수된 부품의 모든 면이 세척된다. 메가소닉 장치에서는 음파가 탐촉자 표면에서 시야 내에만 나타난다. 이러한 이유로 메가소닉 탐촉자는 일반적으로 기판에 접합된 조밀한 간격의 정사각형 또는 직사각형 압전 소자 배열을 사용하여 제작된다. 반도체 웨이퍼는 일반적으로 기판을 탐촉자와 수직으로 고정하는 캐리어에서 세척되므로 앞면과 뒷면 모두 세척할 수 있다. 웨이퍼 표면의 일부 세척을 방해할 수 있는 장애물을 줄이기 위해 특수 캐리어를 사용하기도 한다.
메가소닉 클리너는 단일 또는 이중 노즐 시스템, 단일 웨이퍼 탐촉자 등 다양한 구성으로 제공된다. 단일 웨이퍼 장치에서는 웨이퍼가 회전 도구 위에서 회전하고, 메가소닉파가 위에서 적용된다.